# Веселинович, Лазар
Ла́зар Весели́нович (серб. Лазар Веселиновић; 4 августа 1986, Нови Сад) — сербский футболист, нападающий.

## Карьера
Родом из деревни Ковель (15 километров от Нови Сада). Начинал футбольную карьеру в юношеской команде клуба «Войводина». Вскоре из-за финансовых проблем юношеские команды были распущены. Форму Лазар поддерживал играя за клубы низших лиг Сербии. В 2009 игрока позвали в «Спартак» из Суботицы. Травмы не позволили Веселиновичу закрепиться в команде. В 2012 перешёл «Хайдук» из Кулы, в составе которого занял 3 место в списке бомбардиров (сезон 2012/13), вошёл в команду сезона Суперлиги. Являлся капитаном «Хайдука». Летом 2013 взят в аренду минским «Динамо». Зимой этого года вернулся в «Хайдук». Динамо планирует рассмотреть вариант о выкупе прав на Веселиновича в январе 2014.
В январе 2014 года перешёл в «Войводину».

## Личная жизнь
Семья Лазара живёт в Сербии. Отец — бывший гандбольный вратарь. Брат занимался футболом, однако закончил карьеру из-за проблем с коленом.
Лазар получил среднее специальное образование по специальности «автотехник». Планировал жениться летом, однако из-за перехода в «Динамо» свадьба была отложена.